# The Whispered World
The Whispered World è un videogioco di tipo avventura grafica, sviluppato per PC Windows nel 2009 da Daedalic Entertainment. Il gioco ha un classico stile punta e clicca, con grafica disegnata a mano e digitalizzata, musiche d'atmosfera e intermezzi animati. Per gli addetti ai lavori è un ottimo videogioco e ha riscosso pareri positivi.

## Trama
L'eroe dell'avventura è Sadwick, un ragazzo di dodici anni che fa il Clown presso il circo itinerante di suo nonno Antonius e suo fratello Ben. Durante una notte, in sogno, ha una visione: una strana creatura azzurra gli comunica che avverrà la fine del mondo e che sarà proprio per colpa di Sadwick. Al risveglio l'eroe della vicenda farà di tutto per impedire che ciò accada, esplorando le terre del regno fantastico di The Whispered World, incontrerà strane creature, esseri malvagi e luoghi tenebrosi. Al suo fianco ci sarà il fedele animaletto Spot, un bruco tuttofare che lo aiuterà spesso.

## Modalità di gioco
Le azioni si svolgono tutte con il mouse, premendo il tasto sinistro Sadwick si dirigerà dove c'è il puntatore, se esso è su qualche oggetto o locazione premendo di nuovo il tasto sinistro apparirà l'interfaccia che permetterà al giocatore di eseguire le azioni. L'occhio ci permetterà di guardare ed esaminare, la mano di raccogliere, usare, dare, spingere e tirare e la bocca sarà utile per parlare. Con il tasto destro apparirà l'inventario dove è possibile combinare gli oggetti fra di loro o usarli. Inoltre a disposizione del giocatore, in alto a destra e a scomparsa, è situato il menù delle trasformazioni di Spot, che sono essenziali per progredire nella storia.
Gli enigmi del gioco all'inizio sono semplici ma con il progredire dell'avventura saranno sempre più difficili. Di tanto in tanto verranno proposti al giocatore enigmi logici e l'interfaccia cambierà a forma di una mano che si dovrà usare per completarli, come risolvere un quiz con una scacchiera o ripristinare un meccanismo a ingranaggi. L'avventura si svolge in quattro capitoli: La foresta d'autunno, il risveglio di Kalida, gli Asgil e Corona. La localizzazione in italiano è presente con i sottotitoli e i vari menù di gioco, mentre il parlato è in inglese.

## Personaggi principali
- Sadwick, l'eroe del gioco fa il Clown. Ha dodici anni con molta voglia di fare. Oramai è stufo di lavorare per il circo e vorrebbe avere una vita avventurosa. Incontrerà Bobby, questo evento cambierà la sua vita. Ha un carattere gentile ed è molto altruista, anche se a tratti sembra molto triste. Spesso fa battute sarcastiche con i personaggi che incontra.
- Spot, un bruco  o larva verde, probabilmente di tipo lepidottero che accompagna Sadwick in tutta l'avventura. Ha parte rilevante in tutto il gioco grazie alle sue incredibili quattro trasformazioni necessarie per progredire con la storia. La prima si otterrà subito le altre più avanti. Ad un certo punto agirà in modo autonomo nell'avventura.
- Bobby, è un Chaski ovvero un messaggero/cavaliere, è in missione segreta per conto del Re di Corona, sovrano di tutto Whispered World.
- Shana, una maga oracolo. Si sa poco di lei e poche persone l'hanno vista. Non si conosce neanche dove viva e se sia umana o animale. Aiuterà Sadwick a compiere il proprio destino.
- Asgil, sono esseri mostruosi e malvagi, vivono in caverne sotterranee e progettano di conquistare tutto il regno.
- Kalida, Sadwick dovrà trovare questo essere e "risvegliarlo", vive nell'isola del lago ma non si sa chi sia. Si cela un velo misterioso intorno ad esso.
- Antonius, nonno di Sadwick gli dispenserà consigli utili e lo aiuterà nell'avventura.
- Ben, è il fratello maggiore di Sadwick, un po' despota e intransigente. Non è molto utile nel videogame, però ha un oggetto che serve per progredire nella storia.
- Yngo e Ralv, due pietre parlanti molto impertinenti. Aiuteranno Sadwick a trovare Shana.

## Seguito
Daedalic Entertainment ha annunciato un sequel del gioco intitolato Silence: The Whispered World 2, che è uscito nel novembre del 2016 su PC e Mac.